# Grażyna Łobaszewska
Grażyna Łobaszewska (ur. 20 lipca 1952 w Gdańsku) – polska wokalistka i kompozytorka. Znana z takich utworów jak „Czas nas uczy pogody” (1980), „Brzydcy” (1987) czy „Gdybyś” (1978).

## Kariera

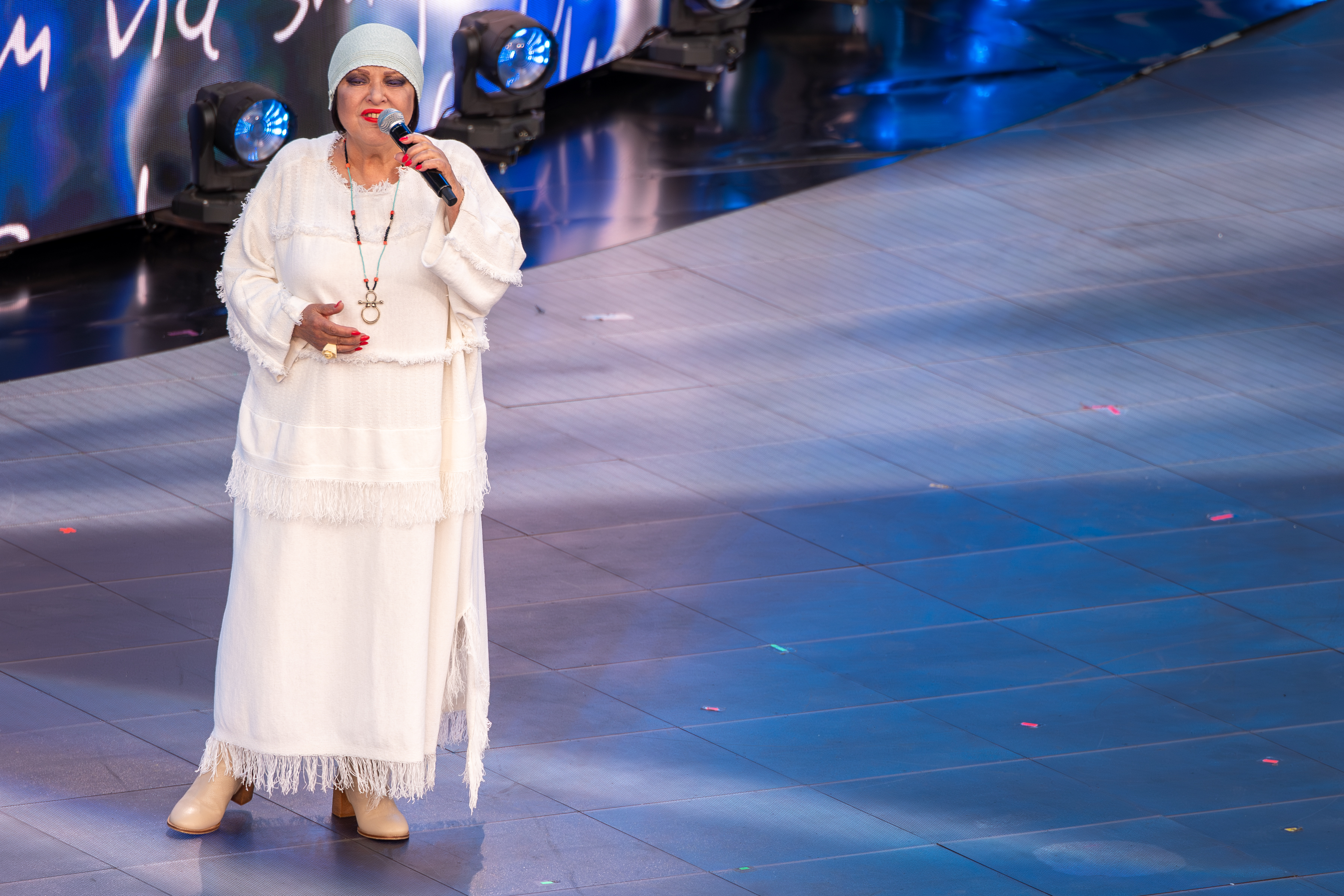
Grażyna Łobaszewska podczas występu na LXII KFPP w Opolu (2025)

Ukończyła Podstawową Szkołę Muzyczną w Gdańsku w klasie fortepianu, w latach 1970–1972 kształciła się w Studiu Piosenki Polskiego Radia i Telewizji w Gdańsku, prowadzonego przez Renatę Gleinert.
Zadebiutowała na estradzie w 1971 występem na Festiwalu Piosenki Radzieckiej w Zielonej Górze. Po przeprowadzce do Poznania w 1972 zaczęła śpiewać w chórkach towarzyszących w koncertach i nagraniach Halinie Frąckowiak, Wojciechowi Skowrońskiemu i Elżbiecie Wojnowskiej. W 1974 wystąpiła po raz pierwszy na Krajowym Festiwalu Piosenki Polskiej w Opolu. W latach 1975–1977 współpracowała z grupą S-26 Andrzeja Ellmanna. Potem związała się z zespołem Ergo Band. Wraz z nim koncertowała w kraju oraz w NRD, RFN, Czechosłowacji i Węgrzech.
W 1976 za wykonanie utworu „Nocny spacer” zdobyła nagrodę dziennikarzy na 14. KFPP w Opolu, a rok później wystąpiła z piosenką „Gdybyś” podczas 15. edycji festiwalu. Dwa lata później za utwór „Zwierciadło czasu” otrzymała trzecią nagrodę na 16. KFPP w Opolu. W latach 1978–1983 była wokalistką zespołu Crash. Wystąpiła z nim w koncertach głównych Jazz Jamboree w Warszawie w latach 1977–1978 i w 1981. W 1980 wystąpiła z piosenką „Czas nas uczy pogody” w konkursie „Premier” na 18. KFPP w Opolu, jednak jej występ nie został pokazany w telewizyjnej retransmisji. Mimo to utwór stał się największym przebojem w repertuarze Łobaszewskiej.
W latach 1983–1989 współpracowała z jazz-rockową grupą Cancer. Z Crashem i Cancerem dokonała nagrań radiowych i telewizyjnych. Występowała i nagrywała także z zespołami Janusza Komana, Alex Bandem Aleksandra Maliszewskiego, Grupą Doktora Q Tadeusza Klimondy i z orkiestrą Zbigniewa Górnego. Dokonała licznych nagrań archiwalnych dla Regionalnej Rozgłośni Polskiego Radia w Poznaniu i centrali w Warszawie z czołowymi muzykami jazzowymi, m.in. z Januszem Skowronem i Krzysztofem Ścierańskim. Od 1997 współpracowała z Triem Jarosława Śmietany.
Brała udział w festiwalach jazzowych w Kaliszu, Krakowie, Lublinie, Wrocławiu, a także za granicą: w Danii, Szwecji, Hiszpanii, RFN i Kuwejcie. Uczestniczyła w trasach koncertowych po USA i Francji.

## Odznaczenia
- Złoty Medal „Zasłużony Kulturze Gloria Artis” – 2025[4]
- Srebrny Medal „Zasłużony Kulturze Gloria Artis” – 2012[5]

## Dyskografia
- 1978: Ergo Band, Grażyna Łobaszewska (z Ergo Band)
- 1979: Senna opowieść Jana B. (z Crash)
- 1982: Something Beautiful, But Not Expensive
- 1982: Every Day a Trial
- 1984: Solo i w duecie
- 1988: Brzydcy
- 1997: Kolędy (z Mieczysławem Szcześniakiem)
- 2000: Złota kolekcja – Czas nas uczy pogody
- 2006: Prowincja jest piękna
- 2009: Zimowe sny (z Ajagore)
- 2010: Dziwny jest... (z Ajagore)
- 2012: Przepływamy
- 2013: Grażyna Łobaszewska – koncert jubileuszowy w Polskim Radiu z udziałem Stanisława Sojki, Kuby Badacha oraz Floyda Anthony’ego Phifera
- 2017: Sklejam Się (z Ajagore)